# Schloss Freudenthal

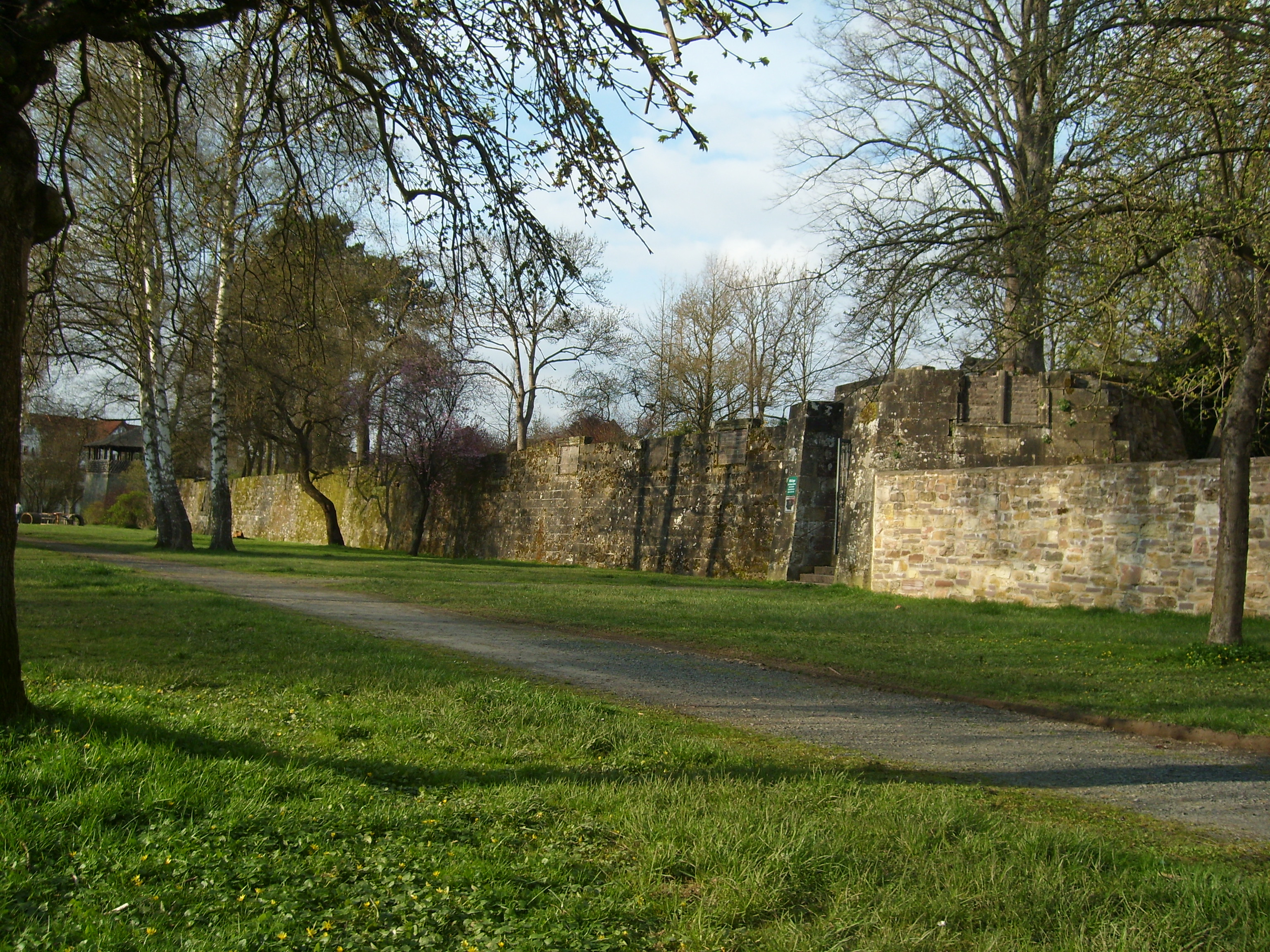
Reste des Sockelgeschosses von Schloss Freudenthal im Uslarer Schlosspark

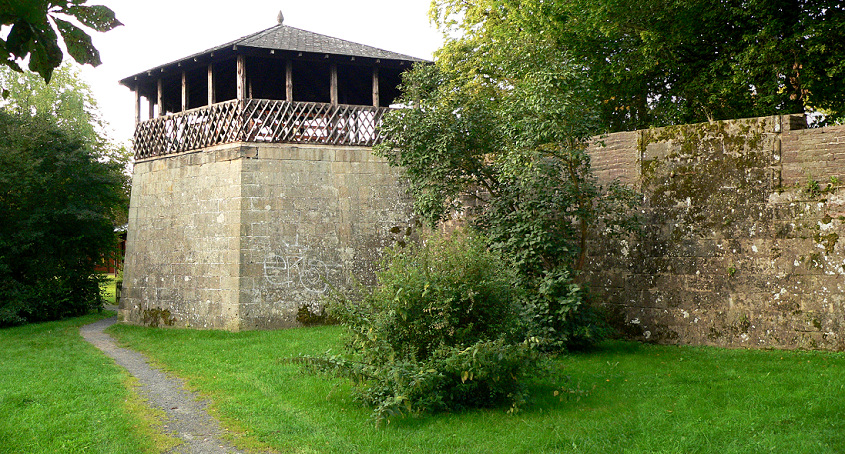
Reste eines Eckturms

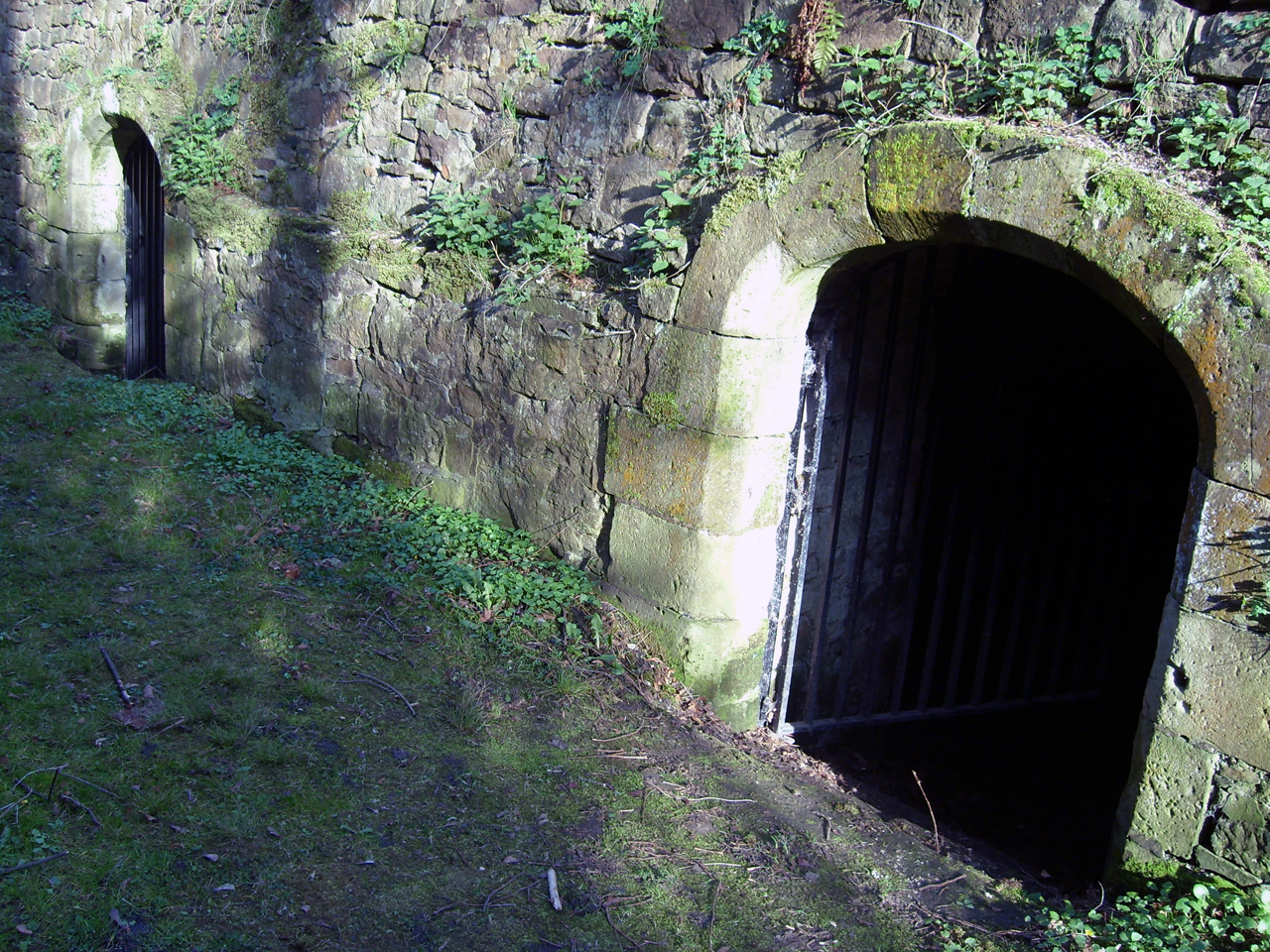
Eingänge zu den Gewölben der Schlossruine

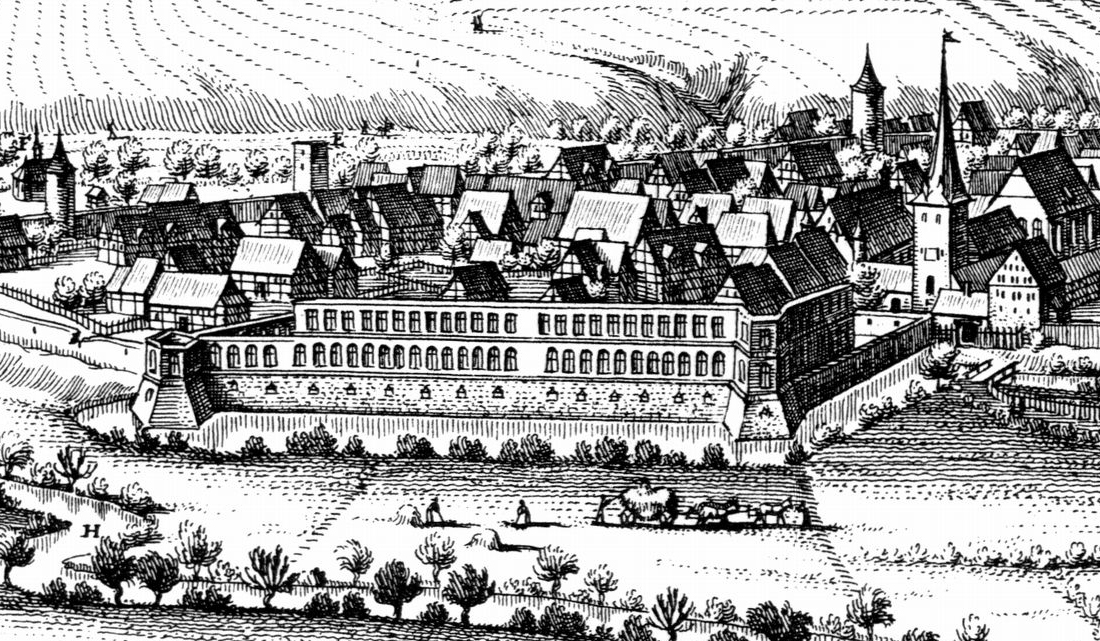
Die Schlossruine 1654, rund 40 Jahre nach dem Brand, in einem Ausschnitt eines Merian-Stiches von Uslar

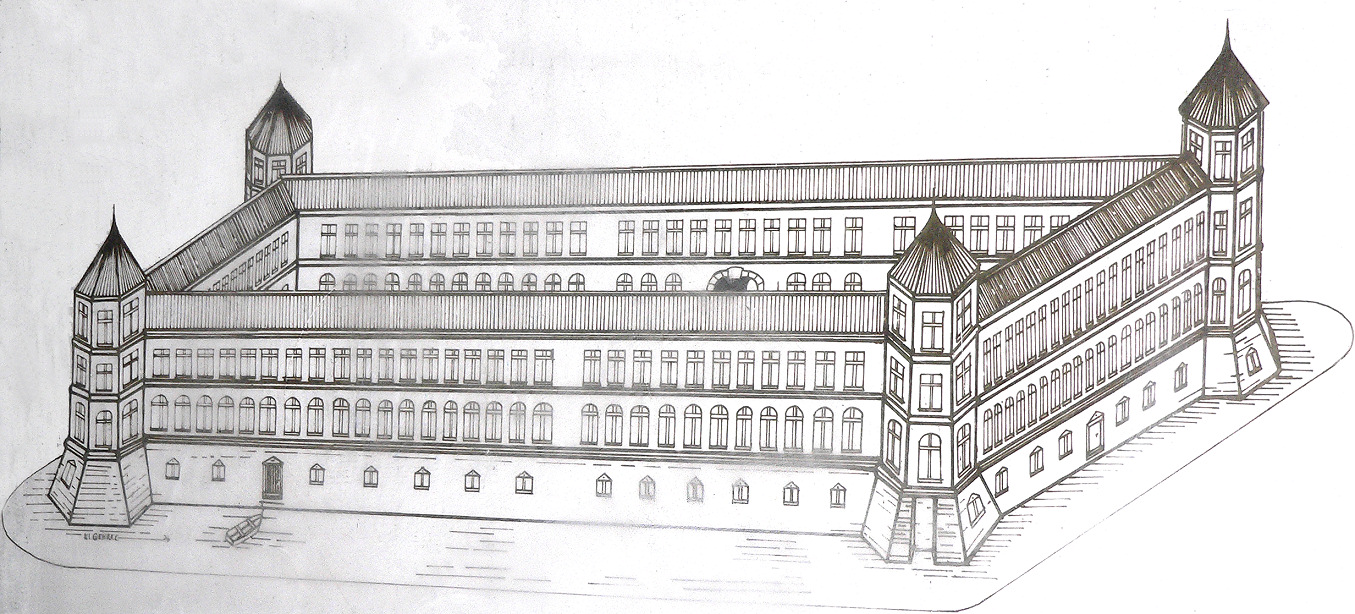
Rekonstruktionszeichnung auf Basis eines Merian-Stichs

Schloss Freudenthal ist eine im 16. Jahrhundert in der südniedersächsischen Kleinstadt Uslar errichtete Schlossanlage. Sie gilt vor allem wegen ihrer Größe als eine der bedeutendsten Schlossanlagen Nordwestdeutschlands. Die im Stil der Weserrenaissance gebaute Anlage, auch als „Perle der Weserrenaissance“ bezeichnet, brannte 53 Jahre nach Baubeginn nach einem Blitzschlag aus und wurde nicht wieder aufgebaut. Von der Schlossruine sind im heutigen Uslarer Schlosspark, südwestlich des Altstadtkerns, noch Mauern des Sockelgeschosses vorhanden.

## Vorgängerburg
Obwohl die Burg Uslar erst 1420 erstmals in der historischen Überlieferung ausdrücklich erwähnt wird, ist davon auszugehen, dass sie seit der zweiten Hälfte des 13. Jahrhunderts bestanden hat. Denn schon in den Jahren 1288 und 1305 stellten Herzöge von Braunschweig-Lüneburg in dem Ort Urkunden aus. Bischof Siegfried von Hildesheim zerstörte die Burg Uslar vermutlich im Jahr 1292. Sie scheint aber schnell wieder aufgebaut worden zu sein, da Uslar schon 1305 wieder als Ausstellungsort einer herzoglichen Urkunde bekannt ist. Als Otto Cocles 1435 die Herrschaft niederlegte, zog er sich auf die Burg Uslar zurück, wo er 1463 starb. Die Burg diente auch als Leibzucht und Witwensitz von Herzoginnen. Sie wurde 1553 auf herzogliche Veranlassung abgerissen, um das Schloss Freudenthal zu bauen.

## Baubeschreibung
Bei dem 1565 fertiggestellten Schloss handelte es sich um eine Vierflügelanlage mit einem fast quadratischen Innenhof. Bei Seitenlängen von 85 × 95 m hatte das Schloss gewaltige Ausmaße. Die Schlossflügel verfügten über lange Fensterreihen. Jede der vier Gebäudeecken besaß einen vorspringenden Schlossturm. Das gesamte Bauwerk wurde zweigeschossig auf einem Sockelgeschoss errichtet und gründete sich auf einem mehrere Meter tiefen Steinfundament im moorigen Boden. Das verwendete Steinmaterial sind behauene Buntsandstein-Quader aus den Bückebergen bei Obernkirchen. Dieser Sandstein war zu damaliger Zeit das teuerste Baumaterial. Früher waren die Innenräume kunstvoll von niederländischen Künstlern ausgemalt. Bei dem prächtigen Schlossbau wurden die umfangreichen Baupläne nur teilweise umgesetzt.
Nach dem Brand von 1612 wurde das Schloss nicht mehr aufgebaut. Die Mauern des Sockelgeschosses sind heute noch im südwestlich der Innenstadt gelegenen Schlosspark vorhanden. An die Stelle des Schlosses trat das fürstliche Amtshaus, das ab 1855 das Landratsamt des ehemaligen Kreises Uslar war. Ein Merian-Stich von Uslar aus dem Jahr 1654, rund 40 Jahre nach dem Brand, zeigt die Schlossruine mit ihrem Wassergraben.

## Geschichte
Der Name des Schlosses beruht auf dem Tal Freudenthal, in dem Uslar liegt. Der Bau entstand zwischen 1559 und 1565. Bauherr war Herzog Erich II. zu Braunschweig-Lüneburg. Er diente Kaiser Karl V., der König von Spanien und den Niederlanden war. Da Erich sich längere Zeit als Söldnerführer in den Niederlanden aufhielt, engagierte er für den Schlossbau Bauleute von dort. Für eine bessere Aussicht vom Schloss und um einen größeren Schlossvorplatz zu erhalten, wurden Einwohner von Uslar 1561 umgesiedelt. Durch diese Neuansiedlung entstand die „Neustadt“ vor dem Osttor, was den Namen des heutigen Neustädter Platzes erklärt.
1575 erließ Erich II. während eines Feldzuges aus dem Heerlager bei Nancy das Dekret, dass Uslar nach dem Schloss in Freudenthal umbenannt werde. Dem kam die Stadt aber nicht nach. Eine ähnliche Umbenennung nahm der Herzog 1574 mit Neustadt am Rübenberge vor, dem er nach seinem dort errichteten Schloss den Namen Landestrost gab. Auch sonst waren die Uslarer Bürger wenig begeistert vom herzoglichen Schlossbau. Für das Großprojekt mussten sie ihrem Landesherrn unentgeltliche Hand- und Spanndienste leisten. Das Schloss diente nie als fürstliche Residenz für seinen Bauherren. Erich II. nutzte es als Lust- und Jagdschloss. Bei seinen seltenen Aufenthalten in Uslar war es Ausgangspunkt für Jagdunternehmungen in den Solling. Größtenteils hielt er sich jedoch auf seinen niederländischen Besitzungen auf oder nahm er als Söldnerführer in fremdem Auftrag an Kriegszügen im Ausland teil.
Zusammen mit den welfischen Schlössern Erichs II. in Hann. Münden und Schloss Landestrost in Neustadt am Rübenberge zählt Schloss Freudenthal zu den bedeutenden Bauten, die der Herzog während seiner Regierungszeit erschaffen ließ. Seine Bauvorhaben finanzierte er teilweise durch seine recht erfolgreichen Kriegszüge, bei denen er große Geldsummen erbeutete oder mit Grundbesitz im Ausland entlohnt wurde. Für Söldnerführer war es üblich, Kriegsgewinne auf diese Weise in Bauprojekte zu investieren.

### Heute
An der Schlossruine erfolgten 1979 und 1980 archäologische Untersuchungen. Danach wurden die Überreste in eine Park- und Gartenanlage („Schlosspark“) mit einem Spielplatz umgewandelt. Im Zentrum der Schlossruine wurde 2023 ein Tastmodell des Schlosses auf Basis des Merianstichs aufgestellt.